# Виола боје мора
Виола боје мора (итал. Viola come il mare) италијанска је телевизијска серија коју су створиле Елена Букачо и Силвија Леузи за Canale 5. Темељи се на роману Conosci l'estate? који је написала Симона Танзини. Главне улоге тумаче Франческа Килеми и Џан Јаман. Премијера је приказана 30. септембра 2022. године у Италији, односно 8. фебруара 2023. године у Србији.

## Радња
Прича прати пар који ради на случајевима убистава — репортерку Виолу и полицајца Франческа. Виола је прелепа жена, која се из Париза, где је радила као модна новинарка, вратила у Палермо, у потрази за оцем кога никад није видела. Франческо је харизматичан и заводљив, са врхунским истраживачким талентом, али са мало вере у људе, веома је импулсиван, а ни кршење правила му није страно. Са друге стране, Виола је наоружана оптимизмом и поверењем, а носи и посебан дар у себи — синестезију. Она повезује емоције са бојама — када погледа особу она види боју коју одаје, те према томе може прочитати њихова најдубља осећања.

## Улоге
| Глумац             | Улога               |
| ------------------ | ------------------- |
| Џан Јаман          | Франческо Демир     |
| Франческа Килеми   | Виола Витале        |
| Симона Кавалари    | Клаудија Форези     |
| Марио Шербо        | Алекс Леонарди      |
| Кијара Трон        | Тамара Грациози     |
| Рубен ла Малфа     | Кармело             |
| Ђовани Наста       | Тури Д’Агата        |
| Данијеле Вирзи     | Розарио             |
| Давид Коко         | Санто Бусеми        |
| Томазо Василије    | Доменико Паризи     |
| Натали Рапти Гомез | Дарија Мандала      |
| Романо Ређани      | Ранијеро Самартано  |
| Валерија Милило    | Соња                |
| Алесија Д’Ана      | Фјорела             |
| Давиде Долорес     | др Пјеранђело Ајело |
| Кишан Вилсон       | Фара                |
| Саверио Сантанђело | Филипо Боно         |